# Cheat
Cheat ( [tʃiːt]IPA, anglické slovo cheat znamená podvod, podvádět) je speciální kód, který může při hraní některých počítačových her či videoher hráč zadat a který posléze nějak mění chování hry. Třeba hráči udělí nesmrtelnost, přidá peníze či užitečné předměty nebo jiné výhody.
Cheat musí být do hry úmyslně vložen jeho tvůrci, někdy se ale za cheat označuje i úprava kódu hry (přepsání částí programu), kterým lze dosáhnout podobného účinku, aniž by to původní hra umožňovala.
Hraní hry s použitím cheatů se zpravidla považuje za nečestné v tom smyslu, že dosaženými výsledky se nelze chlubit. Použití podobných triků při soutěžení (např. v online hrách) je obvykle zakázáno.
Na Internetu i mimo něj existuje velké množství seznamů cheatů pro různé hry, stejně jako i programů (tzv. trainerů), které umožňují ovlivňovat hru zvenku bez podpory pro cheaty.

## Známé příklady cheatů
- Použití kódu hesoyam ve hře GTA: San Andreas obnoví hráči životy, opraví mu vozidlo a dá mu 250 000$ a neprůstřelnou vestu.[1][2] Je to nejpoužívanější cheat.[zdroj?]
- Současný stisk kláves M, I a L ve hře Wolfenstein 3D dá hráči plné životy a náboje zpřístupní mu všechny zbraně (a také mu vynuluje dosažené skóre).[3]
- Posloupnosti IDDQD, IDKFA ve hře Doom dají hráči nezranitelnost (resp. všechny zbraně a klíče).[4]
- Kód „It is a Good Day to Die“ ze hry Warcraft II dá hráči nesmrtelnost.[zdroj?]
- Kód „WhosYourDaddy“ ze hry Warcraft III dá hráči nesmrtelnost a zabití jednou ranou.[5]
- Xyzzy, cheat pocházející ze hry Colossal Cave Adventure, používá velké množství her.[zdroj?]
- ↑, ↑, ↓, ↓, ←, →, ←, →, B, A, (start nebo select někdy na konci) je známý Konami kód použitelný v několika hrách (jedna z těchto her je Contra).[6]

## Cheaty v multiplayeru
V multiplayeru většinou cheaty povolené nejsou, jedná se tudíž o nečestné chování vůči ostatním hráčům, protože jejich uživatel je značně zvýhodněn. Mnohé hry obsahují ochranné mechanismy, které dokáží takové hráče odhalit. Někdy ani taková ochrana nestačí, takže nejspolehlivější ochranou je všímavost správců nebo samotných hráčů. Aktivace těchto cheatů se provádí nejčastěji přímou úpravou herních dat (modifikace), přídavkem (add-on), nebo programy na bázi (traineru). Příkladem modifikace může být změna parametrů v příkazové řádce hry, např. příkazem devmap [jméno mapy] lze ve většině her série Call of Duty umožnit spouštění zabudovaných cheatů, tj. třeba změna tíhového zrychlení, doplnění munice či její neomezení, nesmrtelnost a mnohé další úpravy podle druhu hraní (singleplayer, multiplayer a další). Nutno podotknout, že změna vybraných parametrů přes příkazovou řádku může být na některých serverech sledována a jejich nastavení mimo meze stanovené pravidly může též být považováno za nedovolené tak jako v případě cheatů.

## Typy cheatů
V současné době se rozlišují tyto typy:

### Wallhack

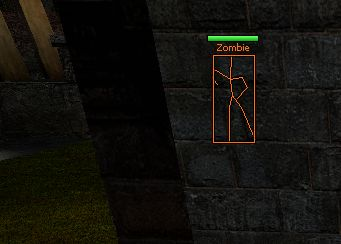
Příklad wallhacku zobrazující zdraví, přezdívku a polohu hráče

Wallhack (zkracováno na WH) je druh cheatu vyskytující se převážně u FPS her, který upravuje vlastnosti zdí. Jde hlavně o průhlednost (částečnou nebo úplnou), která umožňuje hráčům vidět předměty nebo ostatní hráče za překážkami a poskytuje jim tak velkou výhodu. Jelikož jde na většině herních serverů o nepovolený cheat, jeho odhalení může vést k vyřazení ze hry a k banu (znemožnění přístupu na server). Wallhack využívá toho, že většina her posílá pouze informace o pozici ostatních hráčů, a samotné vykreslení mapy nechává na 3D rendereru klienta. Wallhack toto vykreslování omezuje (pouze na obrysy nebo průhledné textury) a umožňuje proto vidět ostatní hráče skrz zeď. Některé typy wallhacku také označí ostatní hráče (např. červenou barvou) na herní ploše. Hráče, který používá wallhack. lze odhalit různými způsoby. K odhalení uživatele tohoto cheatu lze obvykle využít faktu, že daný hráč podezřele snadno odhaluje pozice dalších hráčů přes neprůhledné překážky, dále střílí skrze průstřelné překážky, za nimiž jsou hráči, aniž by měl šanci zjistit, že někdo za překážkou je. Hráč využívající wallhack se také chová neobvykle (bezdůvodně se dívá a střílí do zdí apod.), což ale nebývá stoprocentně průkazné. Hráče také může prozradit anticheat (program implementovaný do hry, snažící se hledat hacky a nepovolené úpravy herních souborů). Lze se však setkat s případy, kdy takoví uživatelé využívají wallhack „opatrně“ a mohou být tak zaměněni za poctivé zkušené hráče a naopak.

#### Příklady:
- Fighter FX 666
- Fighter FX 1.0-4.2
- CD hack 1.0-3.2
- Badboy 3.1-4.3
- a další

### Aimbot
Aimbot (též aim-bot) je častý cheat ve FPS střílečkách. Podobně jako tzv. wallhack i aimbot umožňuje rychlé zvyšování hráčova skóre za použití nepovolených prostředků. Jeho funkce je založena na automatickém zaměřování zbraně hráče na cíl. U Antirecoilu nepřítel nemá u své zbraně (často používají automatické zbraně) žádný zpětný ráz, ale mířit musí normálně. U AimBotu opět žádný zpětný ráz, ale AimBot automaticky zamíří na protivníka, vystřelit musí cheater. U MomBotu není žádný zpětný ráz. Cheat automaticky zamíří i vystřelí. Cheaty na pomoc s mířením jsou velmi snadno odhalitelné. U všech zmíněných druhů lze cheatera odhalit tak, že se až podezřele snadno trefuje na velké vzdálenosti nebo se zbraní, která má velký zpětný ráz (například v Call of Duty 2 se často zneužívá MP-44). Pro odhalení je dobrý Killcam (lze na něm vidět typické chování těchto cheaterů).

#### Roboti:
- Fighter FX
- Badboy
- Cd hack

### Speedhack
- Umožní chůzi/sprint nebo jízdu vozidlem rychleji, než je povoleno.

### HUD hack
- HUD hack nejčastěji přestavuje informace vypisované na obrazovku (údaje o zdraví, stavu munice, ap.). Tyto úpravy zpravidla vypíší nějaké informace navíc (údaje o ostatních hráčích, rozmístění skrytých předmětů, zaměřovací kříže atd.).

### Multihack
- Kombinuje několik cheatů dohromady (někdy dokonce placené).

Toto jsou ty nejčastěji používané, existuje řada cheatů (nekonečná munice, nulový rozptyl zbraní, velká poškození atd.).